# Keadue
Keadue, Keadew (irl. Céideadh) – wieś w Irlandii, w prowincji Connacht, w hrabstwie Roscommon. Według danych szacunkowych Głównego Urzędu Statystycznego Irlandii, w kwietniu 2016 roku miejscowość liczyła 154 mieszkańców.